# 詹姆斯敦鎮區 (印地安納州斯托本縣)
詹姆斯敦鎮區（英語：Jamestown Township）是位於美國印地安納州斯托本縣的一個行政鎮區。

## 地方資料
根據2010年美國人口普查的數據，詹姆斯敦鎮區的面積為61.30平方千米，當中陸地面積為53.60平方千米，而水域面積為7.70平方千米。當地共有人口3249人，而人口密度為每平方千米53人。